# Benny Hill (program telewizyjny)
Benny Hill (ang. The Benny Hill Show) – brytyjski komediowy program telewizyjny z udziałem Benny'ego Hilla, który był scenarzystą i głównym aktorem. Program był emitowany w BBC (między 15 stycznia 1955 a 1 maja 1989)  i ITV (od 1969). Program składał się głównie ze skeczów.
W szczytowym momencie The Benny Hill Show był jednym z najczęściej oglądanych programów w Wielkiej Brytanii, a publiczność osiągnęła ponad 21 milionów widzów w 1971 roku. W 1972 roku Hill otrzymał nagrodę telewizyjną BAFTA dla najlepszego scenarzysty i był nominowany do nagrody BAFTA za najlepszy występ rozrywkowy.
Pod koniec lat 70. wersja programu Thames Television zyskała popularność w Stanach Zjednoczonych i była emitowana do 1990 r. W latach 1980 i 1981 otrzymała nominacje do nagrody Emmy. W 1984 roku Hill otrzymał nagrodę Rose d'Or.
Thames odwołała produkcję programu w 1989 roku z powodu spadku oglądalności i wysokich kosztów produkcji wynoszących 450 000 funtów (równowartość 1 191 000 funtów w 2021 r.) za program.

## Format
The Benny Hill Show przedstawia Benny'ego Hilla w różnych krótkich szkicach komediowych, a także w ekstrawaganckich występach muzycznych. Hill pojawia się w wielu różnych kostiumach i przedstawia szeroką gamę postaci. Jego znaki rozpoznawcze to slapstick, burleska i podwójne entendery. Krytycy oskarżyli pokaz o seksizm i uprzedmiotowienie kobiet, ale Hill przekonywał, że postacie kobiece zachowały swoją godność, podczas gdy ścigający je mężczyźni byli przedstawiani jako błazny.
Stosował w swoich filmach przyspieszanie zwane także „undercranking”, oraz gagi wizualne celem stworzenia „żywej animacji”. Również używał technik takich jak parodia czy pantomima. Był również kompozytorem oraz wokalistą tzw. „patter songs”. Jego program oglądała publiczność w ponad 100 krajach. Piosenka z czołówki „The Benny Hill Show” (Yakety Sax), napisana przez Jamesa Richa i Bootsa Randolpha, zdobyła status kultowej.
W 1969 show Benny’ego Hilla przeniósł się do ITV, gdzie emitowano go aż do odwołania, z nieregularnym harmonogramem jednogodzinnych wydań specjalnych. Po. raz pierwszy w USA show był wyemitowany w styczniu 1979 i wyświetlane wraz z serią reedytowanych półgodzinnych programów, zaczerpniętych z odcinków specjalnych ITV. Amerykańska wersja „The Benny Hill Show” posiadała znacznie mniej „pikantnej” treści, niż ta z Wysp Brytyjskich. Widowisko zostało nagrodzone „Specjalną nagrodą miasta Montreux” na festiwalu „Rose d’Or” w 1984.
W 1989 Thames Television zrezygnowała z Benny’ego, powołując się na spadek w oglądalności. Niektórzy uzasadniali to tym, że show stał się ofiarą poprawności politycznej, inni natomiast sądzili, że styl komedii był po prostu zbyt staroświecki. Powodem, na który również się powoływano, było charakterystyczne, pożądliwe gapienie się postaci granej przez Hilla na atrakcyjne kobiety – uważano, że im był starszy, tym mniej czarująco to wyglądało. Później Benny Hill nagrał już tylko kilka epizodów dla amerykańskiej telewizji.

## Obsada
Głównym aktorem był Benny Hill.
W głównej obsadzie drugoplanowej znaleźli się Henry McGee, Jon Jon Keefe, Ken Sedd, Nicholas Parsons, Bob Todd i Jackie Wright.
Regularne występujące kobiety to Jenny Lee-Wright, Sue Bond, Bettina Le Beau, Lesley Goldie, Cherri Gilham i Diana Darvey. W późniejszych latach w programie pojawiła się grupa taneczna Aniołki Hilla (The Hill's Angels), którą na krótko poprzedziła Love Machine. Regularnymi "Aniołami" były Sue Upton i Louise English, podczas gdy Jane Leeves pojawiła się również jako Anioł Wzgórza w kilku odcinkach na początku lat 80.; wśród tych, którzy pojawili się tylko raz, byli Susan Clark i Sue McIntosh.
Żeńska grupa śpiewająca The Ladybirds, w której wystąpiła Maggie Stredder w okularach, była stałymi bywalcami koncertu jako śpiewaczki w tle dla Hilla i od czasu do czasu śpiewała piosenki samodzielnie.
Aktorki postaci to Anna Dawson, Bella Ember, Rita Webb, Helen Horton i Patricia Hayes.